# Patrick Head
Pour les articles homonymes, voir Head.
 (décembre 2016).
Si vous disposez d'ouvrages ou d'articles de référence ou si vous connaissez des sites web de qualité traitant du thème abordé ici, merci de compléter l'article en donnant les références utiles à sa vérifiabilité et en les liant à la section « Notes et références ».
Sir Patrick Head, né le 5 juin 1946 à Farnborough, Angleterre, est le cofondateur, avec Frank Williams de l'écurie de Formule 1 Williams.
Pendant 25 ans et ce depuis 1977, Head est le directeur de Williams Grand Prix Engineering et est à l'origine d'un grand nombre d'innovations en Formule 1. Head a supervisé la conception et la construction des monoplaces Williams jusqu'en mai 2004 quand il abandonna son poste de directeur technique au profit de Sam Michael, un Australien de 33 ans. Plutôt franc, Head a l'habitude de dire ce qu'il pense à l'ensemble des employés et à la presse, faisant de lui un personnage particulièrement populaire en F1.

## Carrière
Patrick Head « est né » dans le monde du sport automobile. Son père pilotait pour Jaguar dans les années 1950. Il reçut une éducation privée au Wellington College (Berkshire). Après avoir quitté l'école, Head rejoignit la Royal Navy mais il réalisa assez vite qu'il n'était pas fait pour poursuivre une carrière militaire. Il quitta l'armée et entra à l'université, d'abord à Birmingham puis à Bournemouth. Head fut diplômé d'ingénierie mécanique en 1970 de UCL et intégra aussitôt les rangs du constructeur Lola à Huntingdon. Il se lia alors d'amitié avec John Barnard (qui concevra des monoplaces pour le compte de Benetton, Ferrari et ainsi que McLaren Racing).
Head est alors impliqué dans de nombreux projets dans la construction automobile et dans l'ingénierie (C'est d'ailleurs durant cette période qu'il rencontra Frank Williams). Finalement, compte tenu des échecs que rencontrent ses projets, Head quitte la course automobile pour travailler dans la construction de bateaux.
En 1976, Frank Williams, âgé de 34 ans, décide qu'il est temps pour lui de lancer sa propre équipe et décide alors de faire revenir Head en Formule 1. Après une première tentative avortée, le 8 février 1977, Williams Grand Prix Engineering est fondée par Williams et Head, prenant respectivement 70 % et 30 %  des parts de l'écurie. En 1977, l'écurie commence par participer à la compétition en tant que client de March mais en 1978, avec l'apport de « Saudi Airlines » et l'enrôlement du pilote australien Alan Jones, la première voiture conçue par Patrick Head, la FW06, fit sa première apparition. Bien qu'en manque de budget (au point que même Williams doive conduire ses affaires depuis une cabine téléphonique, la facture de téléphone n'ayant pas été payée), Head réussit à créer une voiture aux performances tout à fait convenables.
La saison suivante, Williams marque 11 points au championnat constructeur et finit 9e : c'est à partir de ce moment-là que l'écurie commence à se construire. Lors de la saison 1979, Jones grimpe sur le podium au bout de la quatrième manche. Cette même année, une voiture conçue par Head remportera la première de la centaine de victoires qu'obtiendra l'écurie au GP de Grande Bretagne. Lors de cette saison, quatre victoires supplémentaires seront décrochées.

## Les années 1980
Les créations de Head étaient parmi les meilleures, amenant notamment Jones et l'équipe vers deux titres. Avec les succès qui suivirent durant les années 1980, Head commença à déléguer les différents domaines de conception d'une monoplace au profit d'un rôle qu'il crée, celui de "directeur technique", c'est-à-dire, une personne qui supervise la conception, la construction, les tests et bien évidemment la participation en course de la monoplace, une innovation qui s'étendra à l'ensemble des disciplines. Durant cette période, il est à créditer de plusieurs concepts révolutionnaires comme la monoplace à six roues qui fut testée en 1982 ou encore la transmission continûment variable qui permet à un moteur de rester à un nombre de tours par minute optimum pendant l'ensemble du tour. Malheureusement, aucun de ces deux systèmes ne fut finalement utilisé à cause d'un changement de réglementations attribuable à la pression exercée par les autres équipes inquiètes des moyens en termes de coûts et de temps nécessaires pour développer leurs propres systèmes. 
En 1986, Patrick Head, avec l'aide des autres membres du staff de Williams, fut forcé d'assurer la gestion de l'équipe quand Frank Williams fut sérieusement blessé lors d'un accident de la route. En dépit de ce fait tragique, et sous l'intérim de Head, l'écurie assura le titre des constructeurs en 1986 ainsi que le doublé pilote-constructeur en 1987 avec le pilote brésilien Nelson Piquet.

## Les années 1990
En 1990, Williams engage Adrian Newey. La paire Head/Newey va dominer la F1 comme jamais. Entre 1991 et 1997, Williams gagne 59 courses, 5 championnats du monde des constructeurs et 4 championnats du monde des pilotes.
Adrian Newey souhaitant être promu directeur technique et Patrick Head s'y opposant en tant qu'actionnaire, Newey quitte Williams à la fin de la saison 1996.

## Les années 2000
En 2004, Patrick Head est nommé Directeur de l’Ingénierie, Sam Michael le remplaçant en tant que Directeur technique. Entre la domination Schumacher/Ferrari de 2000 à 2004 et le déclin des performances de Williams, l'équipe n'a pas gagné de Grand-Prix de 2004 (Montoya) à 2012 (Maldonado).

## Les années 2010
En 2012, Patrick Head quitte ses fonctions chez Williams,.
En 2019, il est de retour dans l'équipe en tant que consultant.

## Influences
Bien des ingénieurs en Formule 1, comme Adrian Newey, Neil Oatley, Ross Brawn, Frank Dernie, Egbahl Hamidy, Geoff Willis ou encore Enrique Scalabroni, ont travaillé sous les ordres de Patrick Head durant leur carrière et tous évoluèrent à des fonctions avancées dans d'autres écuries. 
L'exemple le plus marquant est peut-être celui de Ross Brawn qui connut un immense succès en tant que directeur technique de Ferrari, après avoir fait obtenir ses premiers titres de champion du monde à Michael Schumacher chez Benetton. Cependant, l'association la plus fructueuse eut lieu en 1990 quand Williams engagea Adrian Newey, alors récemment limogé de son poste de directeur technique de Leyton House. Les deux ingénieurs vont rapidement former une association extraordinaire pendant les années 90.